# Ekängen (Linköpings kommun)
Ekängen er en lille by beliggende i Linköpings Kommune i Östergötlands län i landskabet Östergötland i Sverige. Den har 2.906 (2023) indbyggere.